# Sussanna Andrejewna Amirowa

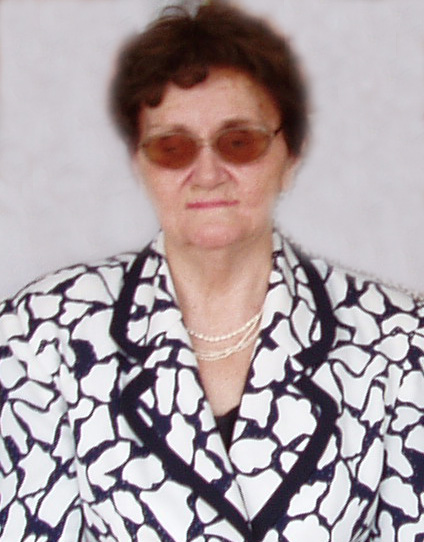
Sussanna Andrejewna Amirowa (2004)

Sussanna Andrejewna Amirowa (russisch Сусанна Андреевна Амирова; * 1. September 1919 in Wjatka; † 19. Juni 2006 in Perm) war eine sowjetische bzw. russische Chemikerin und Hochschullehrerin.

## Leben
Amirowas Vater wurde während des Großen Terrors als Volksfeind erschossen und nach Stalins Tod rehabilitiert. Sie studierte in Swerdlowsk am Uraler Polytechnischen Institut (UPI) mit Abschluss 1941.
Im Deutsch-Sowjetischen Krieg war Amirowa Schichtleiterin 1941–1942 im Stickstoffdünger-Werk Beresniki, in dem Molotowcocktails hergestellt wurden, und 1942–1943 im Chemikalien-Werk in Swerdlowsk.
Ab 1943 war Amirowa wissenschaftliche Mitarbeiterin und dann auch Aspirantin im Uraler Chemie-Forschungsinstitut (UNIChIM). Nach erfolgreicher Verteidigung ihrer Dissertation wurde sie 1952 zur Kandidatin der technischen Wissenschaften promoviert.
Amirowa leitete ab 1952 den Lehrstuhl für Chemietechnik der Universität Perm und organisierte mit anderen die Technische Fakultät. Als 1960 die Technische Fakultät in das 1953 gegründete Permer Polytechnische Institut (PPI) eingegliedert wurde, wechselte Amirowa mit ihrem Lehrstuhl dorthin und leitete nun den Lehrstuhl für Technologie Anorganischer Stoffe. Als erste Frau des PPI verteidigte sie 1965 am Leningrader Technologie-Institut ihre Doktor-Dissertation über das Rösten und Chlorieren von vanadiumhaltigen Verbindungen mit Erfolg für die Promotion zur Doktorin der technischen Wissenschaften. 1968 folgte die Ernennung zur Professorin.
Unter Amirowas Leitung wurden zwei Verfahren zur Extraktion von Vanadium aus Konverterschlacken entwickelt und im Stahlwerk Tschussowoi eingeführt. Abgesehen von der wirtschaftlichen Bedeutung konnten dadurch auch die Umweltprobleme in Tschussowo gelöst werden. Für ihre diversen Verfahrensentwicklungen wurden ihr Patente erteilt.
Ab 1988 war Amirowa wissenschaftliche Senior-Mitarbeiterin des Laboratoriums für Chemie und Technologie der Vanadiumverbindungen des Instituts für Chemie der Uraler Abteilung der Akademie der Wissenschaften der UdSSR (AN-SSSR, seit 1991 Russische Akademie der Wissenschaften (RAN)). 1992 wurde sie wieder Professorin des Lehrstuhls für Technologie Anorganischer Stoffe des PPI.

## Ehrungen, Preise
- Ehrendiplom der Ausstellung der Errungenschaften der Volkswirtschaft der UdSSR
- Ehrenzeichen Für Ausgezeichnete Erfolge im Bereich der Höheren Bildung der UdSSR
- Verdiente Wissenschaftlerin und Technikerin der Russischen Föderation (1992)[1]